# ويليام بي. رودمان
ويليام بي. رودمان (بالإنجليزية: William B. Rodman)‏ هو قاضي ومحامي أمريكي، ولد في 1817، وتوفي في 1893.